# 12,8 cm PaK 44
De 12,8 cm PaK 44 was een Duits antitankkanon, ontworpen en geproduceerd ten einde van de Tweede Wereldoorlog. Het kanon was bedoeld als antwoord op de nieuwe Russische kanonnen en tanks (D-25T kanon en IS-2 tank). 
Tijdens de ontwikkeling van het kanon kwamen nieuwe zware Sovjettanks op het strijdveld. Hierdoor werd besloten om behalve een grote brisantgranaat ook antitankgranaten te ontwikkelen. Het kanon werd gevoed met twee delen: de granaat en de lading (licht, middelzwaar en zwaar). Als het kanon zijn werk als veldkanon deed (brisantgranaten), gebruikte het de lichte en middelzware ladingen. Tegen vijandelijke tanks werd de zware lading gebruikt.
Als de PaK 44 werd geladen met de Panzergranate 43 (wolfraamkern), en de zware lading, kon hij 280 mm dik pantser doorboren op een afstand van 1000 meter. Vlak voor het einde van de oorlog werd er meer geavanceerde munitie ontwikkeld, maar geen daarvan werd daadwerkelijk in gebruik genomen.
Ook werd het kanon gebruikt op de Jagdtiger, Maus en E-100.

## Varianten
- 12,8 cm Kanone 44, Pak 44
- 12,8 cm Kanone 81/1: K 44 gemonteerd op de Franse 155mm GPF-T affuit;
- 12,8 cm Kanone 81/2 : K 44 gemonteerd op de Russische 152mm houwitser model 1937 affuit;
- 12,8 cm Kanone 81/3 : K 44 gemonteerd op de Gerät 579 middelzware wapens affuit;
- 12,8 cm Pak 80: Pak 44 gemonteerd op de Jagdtiger (Sd.Kfz. 186)-tankjager;
- 12,8 cm KwK 44: gemonteerd op de Panzerkampfwagen VIII Maus en E-100.

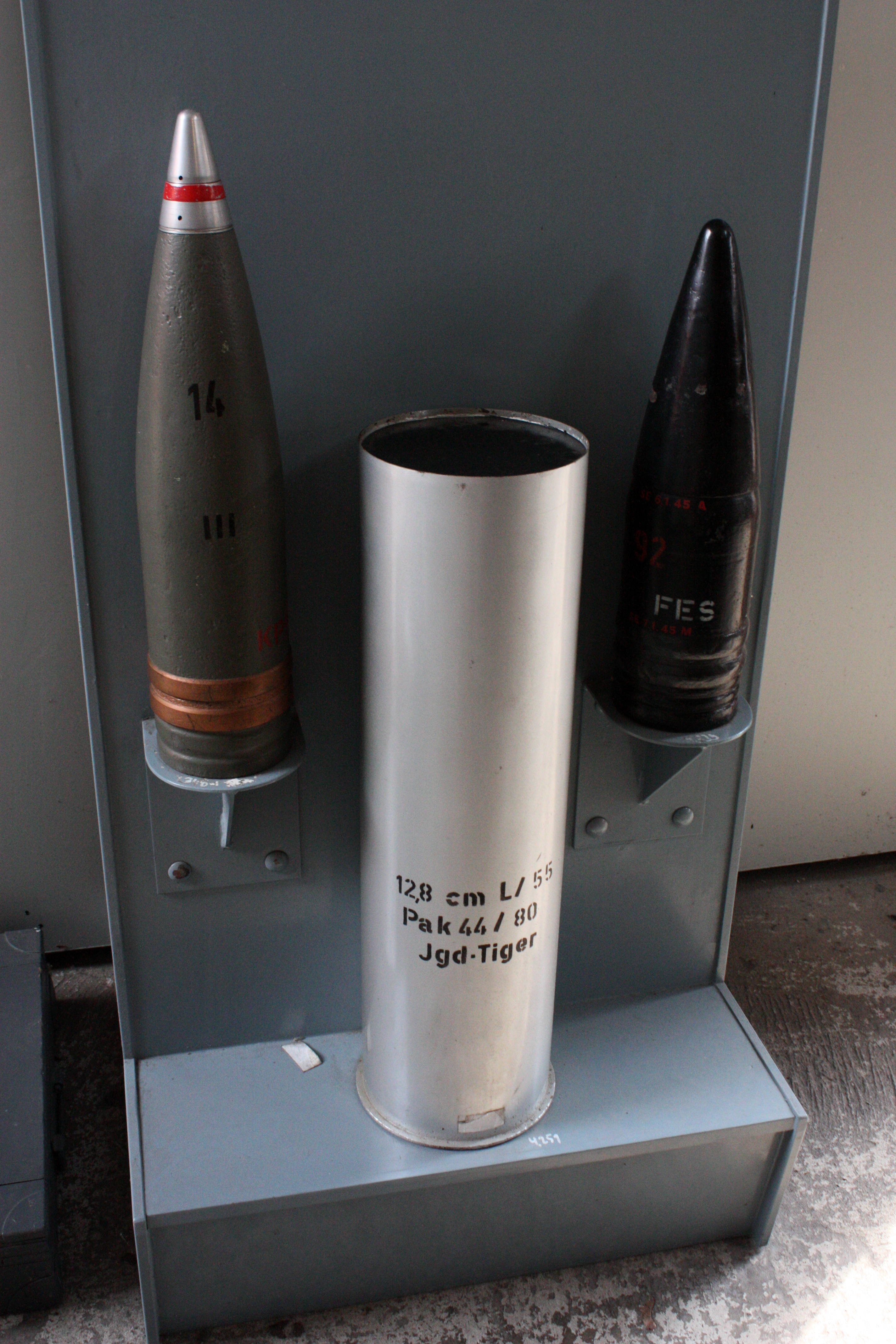
Munitie voor het kanon 12,8 cm PaK 44